# 274301 Уикипедия
274301 Уикипедия (временно означение 2008 QH24) е малък астероид от главния астероиден пояс, открит през август 2008 година от частната Андрушевска астрономическа обсерватория в Украйна и наречен на свободната енциклопедия Уикипедия през януари 2013 г. Астероидът обикаля около Слънцето на разстояние около 2,3 астрономически единици или 344 млн. km. Завърта се около Слънцето за 3,68 земни години.

## Откриване
Астероидът е наблюдаван за първи път на 25 август 2008 г. в 22:47 ч. (UTC) от астрономи от Андрушевска астрономическа обсерватория в Украйна. На следващата нощ отново е наблюдаван и получава наименованието 2008 QH24. Орбитата му е точно изчислена на 6 септември 2008 г. Оказва се, че астероид 2008 QH24 е същия като наблюдавания във Франция и САЩ астероид 1997 RO4 и 2007 FK34. На 18 април 2011 г. получава номер 274301. Съставът на астероида не е известен, но се предполага, че подобно на другите астероиди от главния астероиден пояс, е изграден от скали и метал.

## Име
Името е предложено от члена на Уикимедия Украйна Андрей Макухи и е представено от директора на обсерваторията Юри Ивашченко.
Официалната причина за получаване на това наименование гласи:
| „ | Уикипедия е безплатна, свободна от авторски права и съвместно редактирана онлайн енциклопедия, която съществува от 2001 г. За 11 години се превръща в един от най-големите източници на информация и един от най-посещаваните сайтове в интернет. Тя се пише на повече от 270 езика от доброволци от всички части на света. | “ |